# Federico Errázuriz Echaurren
Federico Errázuriz Echaurren (Santiago, 16 de novembro de 1850 – Valparaíso, 12 de julho de 1901) foi um político chileno. Ocupou o cargo de presidente de seu país entre 16 de setembro de 1896 e 12 de julho de 1901.